# Kangeyam
Kangeyam é uma panchayat (vila) no distrito de Erode, no estado indiano de Tamil Nadu.

## Demografia
Segundo o censo de 2001,  Kangeyam  tinha uma população de 28,356 habitantes. Os indivíduos do sexo masculino constituem 51% da população e os do sexo feminino 49%. Kangeyam tem uma taxa de literacia de 70%, superior à média nacional de 59.5%: a literacia no sexo masculino é de 78% e no sexo feminino é de 61%. Em Kangeyam, 9% da população está abaixo dos 6 anos de idade.